# Gorenci
Gorenci est une localité de Croatie située dans la municipalité de Vrbovsko, comitat de Primorje-Gorski Kotar. En 2001, la localité comptait 57 habitants.

## Démographie
| 1948 | 1953 | 1961 | 1971 | 1981 | 1991 | 2001 |
| ---- | ---- | ---- | ---- | ---- | ---- | ---- |
| 172  | 167  | 140  | 127  | 101  | 87   | 57   |